# Paskaleveț, Veliko Tărnovo
Paskaleveț (în bulgară Паскалевец) este un sat în comuna Pavlikeni, regiunea Veliko Tărnovo,  Bulgaria. 

## Demografie
Componența etnică a satului Paskaleveț
     Romi (2,48%)
     Bulgari (96,68%)
     Nicio identificare (0,82%)
     Altele (0%)
La recensământul din 2011, populația satului Paskaleveț era de 241 locuitori. Din punct de vedere etnic, majoritatea locuitorilor (96,68%) erau bulgari, cu o minoritate de romi (2,48%). Pentru 0,82% din locuitori nu este cunoscută apartenența etnică.